# Estación Carlos Prates
La Estación Carlos Prates es una estación de la Línea 1 del Metro de Belo Horizonte. Se localiza entre los barrios Carlos Prates y Barro Preto